# Dror Mishani

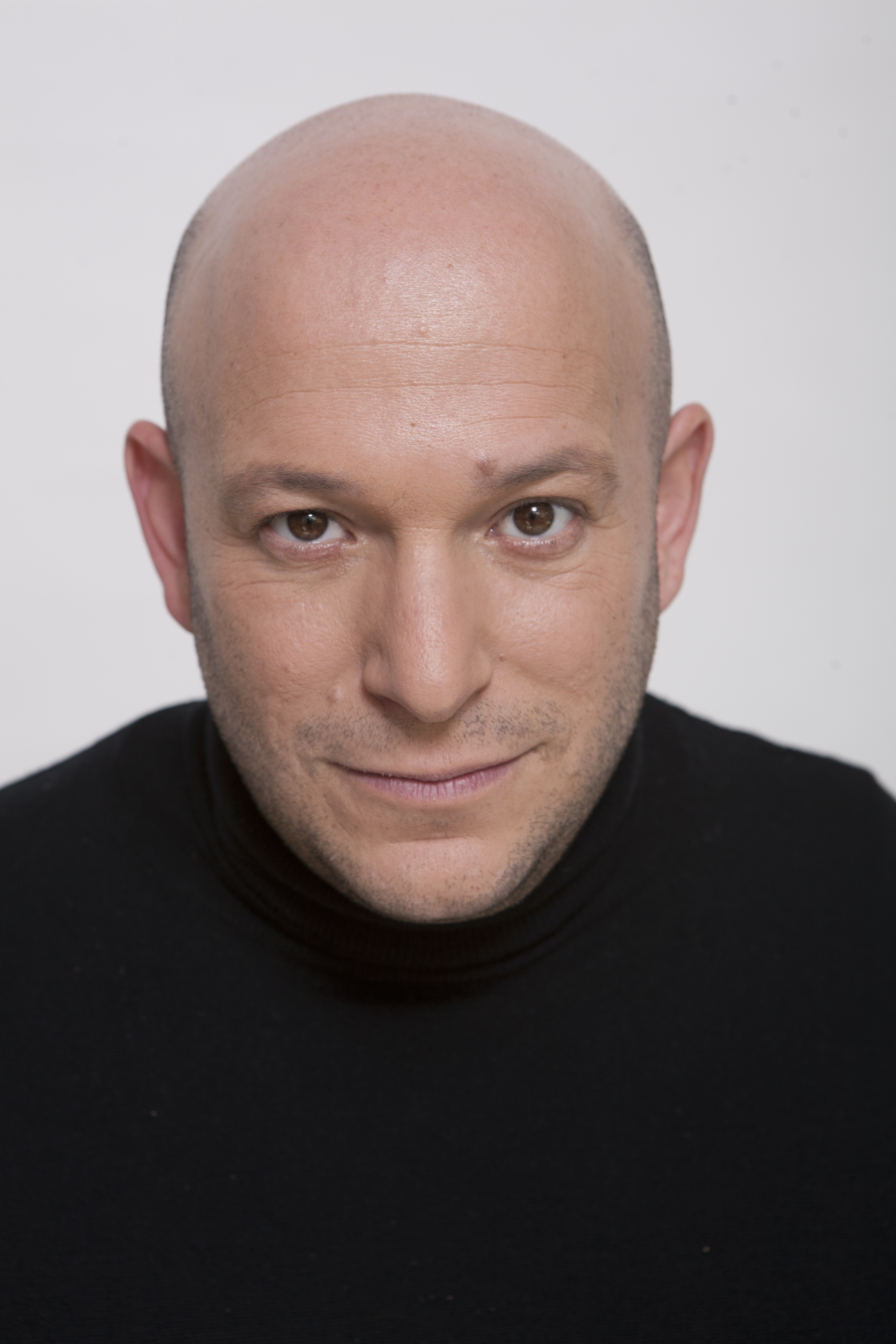
Mishani, 2011

Dror Mishani (en hebreo: דרור משעני, Jolón, 23 de junio de 1975) es un traductor y escritor israelí conocido por sus novelas policíacas protagonizadas por el inspector Avraham Avraham.

## Biografía
Su padre era el político Mordechai Mishani.
Se graduó en literatura hebrea y derecho en la Universidad Hebrea de Jerusalén cursando luego un máster en la Universidad Ben-Gurión del Néguev.
Actualmente es profesor del Departamento de Literatura de la Universidad de Tel Aviv y vive con su esposa Marta y sus dos hijos en Tel Aviv.

## Obra
- Expediente de desaparición (Tik Ne'edar, 2011)
- Una hipótesis de violencia (Efsharut shel Alimut, 2013)
- Haish sheratza ladaat hakol (2015)
- Tres (Shalosh, 2018)
- Habitación sin vistas. Diario de guerra en Tel Aviv (Fenster Ohne Ausicht.Tagenbuch aus Tel Aviv, 2024)